# Доміцієва дорога

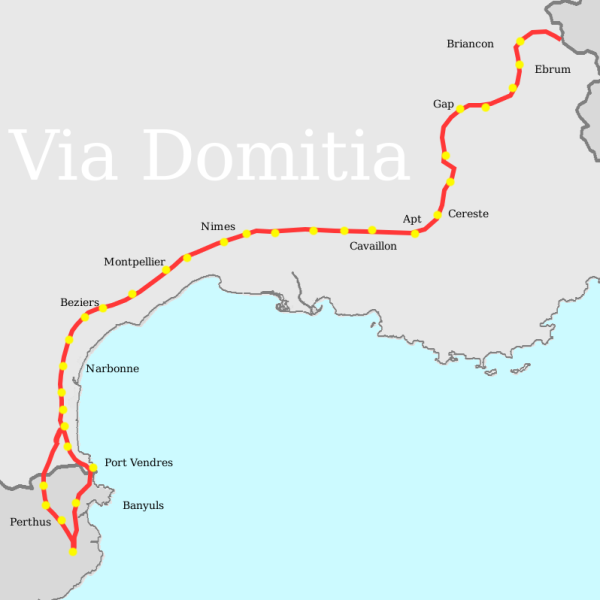
Карта Доміціевої дороги

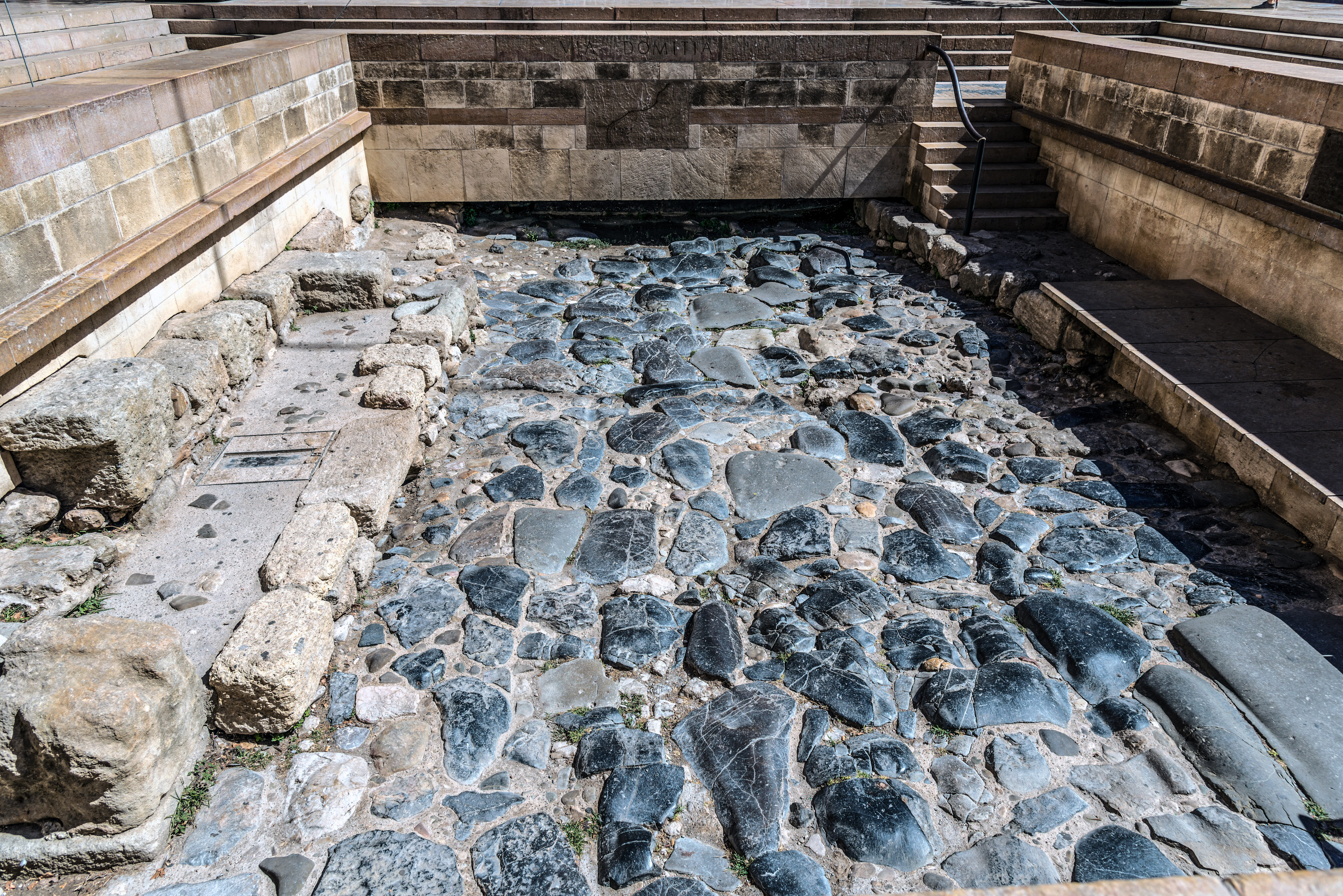
Доміціева дорога в Нарбонні

43°43′02″ пн. ш. 4°09′07″ сх. д. / 43.717222° пн. ш. 4.151944° сх. д.
Доміцієва дорога ( лат. Via Domitia ) — перша римська дорога, побудована в Галлії яка з'єднувала Стародавній Рим з провінцією Іспанія по суші.
Була побудована за наказом консула    Гнея Доміція Агенобарба (Gnaeus Domitius Ahenobarbus) між 120 і 118 роками до н. е. і названа його ім'ям.
При дорозі виникло місто Нарбонна (Colonia Narbo Martius), засноване у 118 році до н. е. Пізніше Доміцієва дорога була продовжена Аквітанською дорогою, яка вела в напрямку до Атлантичного океану через Тулузу та Бордо. Доміцієва дорога перетинала Альпи у Col de Montgenèvre (1850 м), йшла в долину річки Дюранс, перетинала Рону і проходила далі вздовж узбережжя Середземного моря до Піренеїв.